# 刘崇望
刘崇望（839年—900年7月30日），字希徒，爵封彭城县开国男，唐朝官员，唐昭宗年间为宰相。

## 家世
刘崇望可能生于唐文宗开成四年（839年），出自河南刘氏，是曹魏时期匈奴左贤王刘去卑之后，祖上有初唐名将刘政会等。祖父刘藻任秘书郎，父亲刘符任蔡州刺史，都不是达官。（据后来另一宰相李所言，刘符因犯受贿罪服药自杀。）刘崇望在八兄弟中排行第三；两兄刘崇龟、刘崇彝，三弟刘崇鲁、刘崇谟、刘都是朝廷官员；另有两弟刘瓌和刘玗。刘崇望于唐僖宗咸通十五年（874年）中进士。

## 唐僖宗年间
唐僖宗年间，王凝为宣歙观察使，辟刘崇望为转运巡官。户部侍郎裴坦领盐铁，辟刘崇望为参佐。朝官崔安潜任忠武节度使、西川节度使时，邀刘崇望兄弟四人入幕府，四人皆以才干闻名。崔安潜被召回长安后，刘崇望跟随他，做了长安尉，后又直弘文馆。崔安潜任吏部尚书时，刘崇望迁监察御史、右补阙、起居郎、弘文馆学士，转司勋、吏部二员外郎，为崔安潜下属，改革吏部。
此后短期内，发生了黄巢农民大军攻占长安、僖宗逃往成都又在黄巢战败后返回长安等乱事，但此期间刘崇望的活动不详。大约光启二年（886年），唐僖宗卷入当权宦官田令孜和军阀护国节度使王重荣、河东节度使李克用之间的冲突，被迫在王、李击败田令孜及其盟友静难节度使朱玫和凤翔节度使李昌符时再次逃离长安。他逃到兴元后，朱玫在长安宣布立襄王李煴为帝，僖宗在兴元的朝廷一度被认为将被击败和取代。田令孜辞职，他在朝中的地位被杨复恭取代，杨复恭的已故堂弟杨复光曾和王重荣在抗击黄巢时亲密合作，五月，僖宗让杨复恭写信给王重荣劝他再度拥立僖宗，刘崇望被任为右谏议大夫，受命将此信送到护国并说服王重荣，并以诏书召李克用，他不辱使命，李克用、王重荣皆同意讨伐朱玫以赎罪。刘崇望回朝时，群臣皆贺。李克用、王重荣最终使僖宗得以胜出李煴，重返长安。刘崇望因功为翰林学士，累迁户部侍郎、承旨，转兵部侍郎，任翰林学士四年之久。又知制诰。三年（887年）十二月，僖宗命刘崇望撰德政碑以赐宣武军节度使朱全忠。

## 唐昭宗年间
唐僖宗死后，弟唐昭宗继位，于龙纪元年（889年）正月任刘崇望为中书侍郎，守本官，授同中书门下平章事，拜为宰相。刘崇望在宰相任上累兼兵部、吏部尚书。大顺元年（890年）四月，同僚宰相张濬和孔纬倡议讨伐李克用，刘崇望和另一宰相杜让能反对，但徒劳。李克用击败朝廷军队迫使昭宗罢免张濬、孔纬后，刘崇望留任宰相，迁门下侍郎，监修国史、判度支。
二年（891年）因守度支库之功，加尚书左仆射。十月，唐昭宗和杨复恭的关系已经恶化到昭宗迫使杨复恭致仕却担心杨复恭和养侄（杨复光的养子）玉山军使杨守信图谋政变的地步。他决定先发制人，命天威都将李顺节、神策军使李守节率兵攻杨复恭官邸。但最初却是杨氏所部取胜。没有卷入战事的守含光门禁军想趁乱劫掠长安街市，但刘崇望见了他们，说服他们效忠皇帝并加入对杨氏作战，且亲自率领。杨氏所部见其他禁军加入战斗，即溃逃了。杨复恭和杨守信逃到兴元投靠杨复光养子山南西道节度使杨守亮，公然反叛朝廷，但最终失败。
同时，朱全忠和感化军节度使时溥胶着战事多年，景福元年（892年）二月，时溥将败，军部徐州陷入朱全忠重围。他向朱全忠求和，朱全忠最初同意了，但在议和条件中要求时溥离开感化军，随后将情况报告朝廷，要朝廷派人接替时溥。作为回应，昭宗任刘崇望为检校司空，兼徐州刺史，充武宁军节度、徐宿观察制置使，仍保有同中书门下平章事作为荣衔，召时溥回长安为太子太师。当时刘崇望已为光禄大夫、上柱国、右仆射，爵封彭城县开国男。刘崇望离开长安后，时溥却认为这是朱全忠将他骗出徐州再行杀害的把戏，拒绝离城；刘崇望在华阴转身回长安，但显然已不复居相位。徐州最终为朱全忠所破，时溥自杀。刘崇望后被任为太常卿。
乾宁元年（894年）六月，宰相崔昭纬怕新任宰相李磎分自己之权，故意指使时任水部郎中知制诰的刘崇鲁阻止其事，刘崇鲁在宣诏任命李磎为相时出班着麻大哭，弹劾李磎致其被罢相。李磎上了十篇表章自辩，直言刘符贪赃枉法畏罪自杀、刘崇望深交杨复恭、刘崇鲁拜田令孜及为朱玫作劝进表等事。刘崇鲁因而被停官。
二年（895年）正月，王重荣的哥哥和在护国军的继任者王重盈卒，王重荣养子（王重荣另一兄王重简亲子）王珂和王重盈子王珙之间发生继承纠纷：士兵拥立王珂继任，而王珙身为相邻的保义节度使，想要更重要的护国军。李克用支持王珂，凤翔节度使李茂贞、镇国军节度使韩建和静难节度使王行瑜支持王珙。昭宗试图任宰相崔胤为护国节度使来解决争执。李克用的进奏官薛志勤闻讯公然说：“崔公虽然有德，但用他来代王珂，不如我主所敬重的光德刘公。”刘崇望居住在光德坊，故称。同年，李茂贞、王行瑜、韩建为昭宗拒绝他们的请求而不快，率军赴长安胁迫昭宗，杀了他们认为鼓励昭宗对抗他们的宰相李磎和韦昭度，也逼昭宗贬刘崇望为昭州司马。同年，李克用败王行瑜、迫使李茂贞和韩建与朝廷和解后，上表为刘崇望说话，六月，被贬途中行经荆南的刘崇望被召回长安任吏部尚书，未至，又改兵部尚书。
四年（897年），西川节度使王建和东川节度使顾彦晖之间的战事以顾彦晖完败自杀告终。光化元年（898年）正月，昭宗希望重新掌控东川，任刘崇望为检校右仆射、平章事、梓州刺史、剑南东川节度使。但五月在刘崇望去东川途中，朝廷得知王建已任养子王宗涤为东川留后。昭宗不想和王建冲突，召回刘崇望，复为兵部尚书，以王宗涤为东川节度使。刘崇望又加特进，可能死于三年（900年），赠司空。一个儿子刘濬后来成为五代十国时期南汉宰相。

## 作品
| - 《中和制集》十卷 - 《授翰林学士郑延昌守本官兼中书舍人制》 - 《授中书舍人崔凝右补阙沈文伟并守本官充翰林学士制》 - 《授郑绍业工部尚书制》 - 《授前峡州刺史李授光禄少卿制》 - 《授陵州谢曈兼御史中丞前舒州司马倪徽端州刺史制》 - 《授王搏检校殿中侍御史充义成军节度推官制》 - 《授张道蔚朔方节度供军判官陇州防御推官李融宏文馆校书郎充职等制》 - 《高锐奏从事陈璩等三人授官制》 - 《加外藩佐僚郎等将制》 - 《授侯蕴赞善大夫李仁诲棣州长史苏汾坊州长史制》 | - 《授杨镒西水县令张廷济永清县令卢轺新郑县令孙球下邳县令等制》 - 《授杨宏范郿县令制》 - 《授薛珰新郑县令贾希弼汧源县令李牢麟游县令等制》 - 《授杨彦奉国县主簿尚殷美万岁县主簿制》 - 《授掖庭局丞赐绯张嗣复内局令判内仆局丞制》 - 《授孙可让内仆局丞制》 - 《授奚官局丞上柱国西门廷晖掖廷局丞制》 - 《授儒林郎内府局丞赐绯鱼袋杨复随给事郎行内侍省奚官局令制》 - 《中书舍人苗深母琅琊郡太君王氏封琅琊郡太夫人祠部郎中知制诰张文蔚母扶风郡太夫人苏氏封冯翊郡太夫人等制》 - 《石门扈驾功臣六都指挥使检校司空孙德威母博陵崔氏封博陵县太君制》 |